# District de Niefang
Le district de Niefang (en espagnol : distrito de Niefang) est un district de Guinée équatoriale, constitué par la partie septentrionale de la province de Centro Sur, dans la région continentale de la Guinée équatoriale. Il a pour chef-lieu la ville de Niefang. Le recensement de 1994 y a dénombré 27 357 habitants.